# Qabili palau

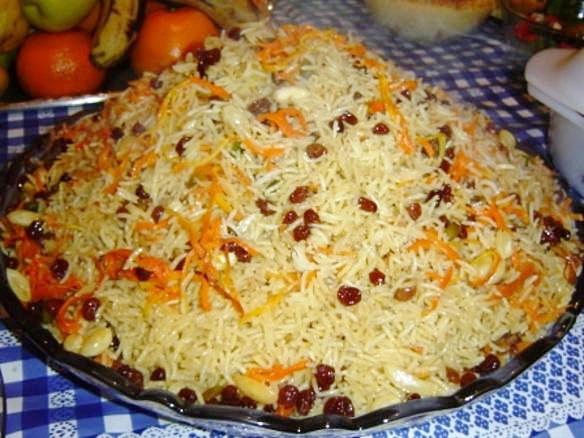
Kabuli

Qabili palau, Qaubili pilau, Kabuli palau, Kabuli palaw, Kabuli pulao (todos os nomes significam Palav competente ou merecedor) ou, simplesmente, Palau é uma iguaria proveniente do Afeganistão. É considerada o prato nacional desse país e é muito popular no Sul da Ásia e seu centro-leste. É uma variante do Pilaf feita com carne de cordeiro e faz parte de um grupo de pratos com arroz chamados "palau". É servido como parte de um Dastarkhan (um banquete afegão). Assim como vários outros pratos provenientes do Afeganistão. O Qabuli Palau, assim como outros pratos provenientes do Afeganistão, recebeu influência indiana.

## Composição
A composição do Qabuli Palau é similar à do Pilaf,[carece de fontes?] prato que também é originário do Oriente Médio. A iguaria afegã consiste basicamente num prato de arroz do tipo basmati, com carne de cordeiro e uvas-passas. No entanto, carne de frango ou de boi pode substituir a de cordeiro. Outros ingredientes do prato incluem cebolas (geralmente fatiadas), sal, manteiga, cardamomo, cominho, cenouras (geralmente descascadas), alho, açúcar, garam masala, pistache (também muito presente em versões veganas do prato), óleo vegetal (ou gordura vegetal), canela, caldo de carne, amêndoas, açafrão, cravo-da-índia, pimenta-do-reino, água (utilizada na fervura do arroz), molho Kitchen Bouquet e, opcionalmente, pimentas para fortalecer o gosto do prato.

## Variações
O prato possui diversas variações, que, na maioria das vezes, removem um ingrediente e adicionam outro no lugar, mas sem alterar o conceito básico de arroz com passas e carne. A versão mais conhecida usa a carne de cordeiro, mas existem variações com carne bovina ou de frango. Existem também dversas versões veganas do prato, que excluem o uso de carne e seu respectivo caldo e fazem o uso maior de grãos como o pistache. Como a culinária do Afeganistão foi muito influenciada pela culinária da Índia, algumas versões do Qabuli palau contém especiarias como o cominho, o cravo-da-índia e o garam masala.